# Igreja de Santa Maria dos Olivais

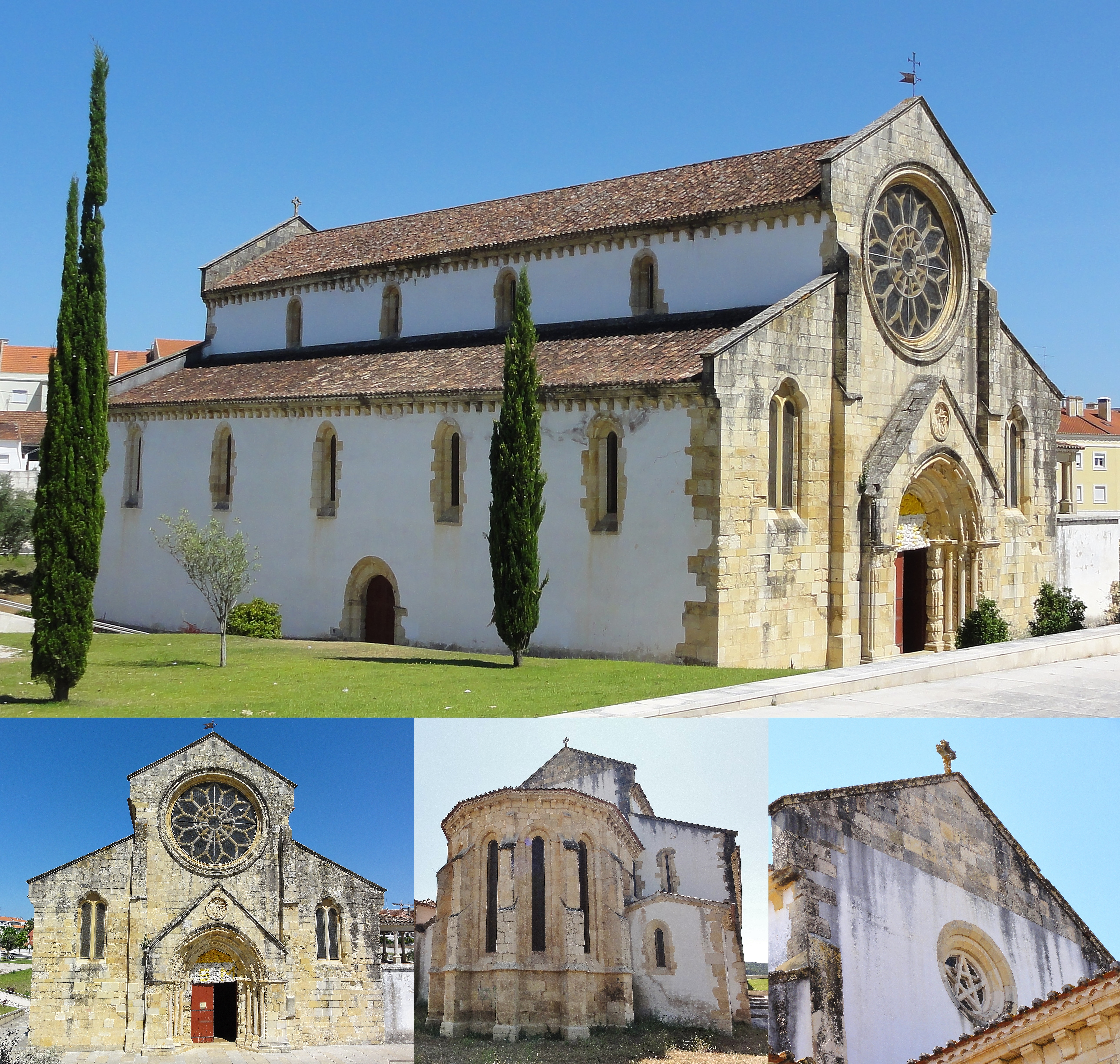
Igreja de Santa Maria dos Olivais

A Igreja de Santa Maria dos Olivais, também referida como Igreja de Santa Maria do Olival, localiza-se na margem esquerda do rio Nabão, na freguesia de Tomar (São João Baptista) e Santa Maria dos Olivais, na cidade de Tomar, Portugal.
Erguida no século XII, foi a sede da Ordem dos Templários no país, tendo servido como panteão dos mestres da Ordem. Classificada como Monumento Nacional desde 1910, é um dos exemplares mais emblemáticos da arte gótica em Portugal.
Por Bula do Papa Calisto III, de 13 de Março de 1455, foi matriz de todas a igrejas dos territórios descobertos (Ásia, Africa e América), ficando Santa Maria a ter honras de Diocese.

## História
O primitivo templo foi fundado por volta de 1160 por Gualdim Pais, mestre da Ordem, no local onde anteriormente se erguia um mosteiro da Ordem beneditina, mandado edificar no século VII por São Frutuoso, arcebispo de Braga. Esta zona integrava a antiga cidade romana de Sélio, fato confirmado por escavações levadas a cabo nas imediações desta igreja, e que puseram a descoberto alicerces e estruturas dos antigos edifícios e arruamentos. Não muito distante dali, foi encontrado o antigo fórum da cidade. A igreja e a sua envolvente serviram como necrópole dos freires da Ordem, tendo o próprio Gualdim Pais sido sepultado no interior do templo, em túmulo datado de 1195, do qual apenas resta a inscrição funerária.
Na segunda metade do século XIII, durante o reinado de Afonso III de Portugal, a primitiva igreja sofre uma ampla reforma, dando lugar ao edifício gótico atual. Da feição românica inicial, apenas resta a porta de arco de volta perfeita da fachada norte. O novo templo tornou-se uma referência para a arquitetura gótica mendicante portuguesa, tendo servido como protótipo a várias igrejas paroquiais, monacais e catedralícias de norte a sul do país. Após a extinção da Ordem (1314), a igreja tornou-se a sede da recém-instituída Ordem de Cristo, mantendo a sua função funerária.
A grande importância da igreja na época medieval é comprovada pela existência de uma bula papal, passada ainda durante o período templário, que colocou este templo na dependência direta do Papa e da Santa Sé, fora da alçada de qualquer diocese.
Mais tarde, através de duas bulas, uma do Papa Nicolau V (1454) e outra do Papa Calisto III (13 de Março de 1455), foi concedida ou dada obrigação à Ordem de Cristo de estabelecer o direito espiritual sobre todas as terras encontradas pelo Reino de Portugal, como territórios "nullius diocesis", tornando esta Sé matriz de todas as igrejas matrizes dos territórios encontrados na Ásia, na África e na América, sendo-lhe conferida a honra de Sé Catedral e diocese. A este fato não foi estranha a intensa participação da Ordem de Cristo nos Descobrimentos Portugueses.
No século XVI, durante os reinados de D. Manuel I e de D. João III, foram levadas a cabo obras de reparação e de alteração, que resultaram na construção da abóbada e da janela de verga golpeada da sacristia, da galeria corrida da fachada sul, do púlpito, das capelas maneiristas do lado sul e, do túmulo renascentista de Diogo Pinheiro, primeiro bispo do Funchal — executado em 1528 e atribuído a João de Ruão. Durante esta campanha de obras, dirigida por Frei António de Moniz e Silva, foram destruídos os túmulos e epigrafias dos mestres templários e da Ordem de Cristo, sendo poupados apenas quatro deles.
Já no século XVII, foi colocado o revestimento de azulejos das capelas do lado sul, que viriam a ser destruídas no século XIX, durante a realização de obras de restauro. A campanha de obras levada a cabo na primeira metade do século XX, pretendeu recuperar a aparência gótica da igreja, sendo então reconstituídas a cantaria do altar-mor e a grande rosácea da fachada principal. A janela moderna que existia sobre o arco do cruzeiro foi substituída por uma rosácea, enquanto que a primitiva porta românica da fachada norte foi desentaipada. Ainda nesta intervenção, foram reconstruídos, nas capelas laterais, os altares de alvenaria com frontal de azulejo, que haviam sido apeados no século anterior.

## Caraterísticas
A igreja, de invocação de Nossa Senhora da Assunção, é uma obra marcante da arquitetura gótica mendicante, apresentando ainda diversos elementos caraterísticos do renascimento e do maneirismo.
A fachada principal apresenta três corpos, que definem as naves. O corpo central inclui o pórtico gabletado, de quatro arquivoltas ogivais assentes em colunas capitelizadas, sobrepujando-o uma magnífica rosácea de doze folhas trilobadas. No frontão do gablete, que envolve o portal, está gravado um signo-saimão. Nos corpos laterais, separados do central por dois gigantes, rasgam-se duas frestas de verga trilobada e espelho duplo. A abside, flanqueada por gigantes, é rasgada por altas frestas de ogiva pouco apontada, que iluminam amplamente a capela-mor. A fachada sul apresenta uma galeria corrida, ao nível das naves, enquadrada por colunas toscanas. No adro, ergue-se uma vigorosa torre de fundação medieval que serve como sineira, possuindo a particularidade de se apresentar separada da igreja. Esta torre teve inicialmente a função de atalaia, tendo sido adaptada a sineira na época de D. Manuel I.
O interior é constituído por três naves, de cinco tramos, de diferentes alturas, sendo a central a mais elevada. A cobertura das três naves é em madeira, com as arcadas quebradas suportadas por pilares cruciformes facetados sem capitel. Do lado do evangelho, merece destaque o púlpito de balaústres, adossado ao último pilar e constituído por um feixe de colunas, que assenta numa coluna coríntia estriada. A inexistência de transepto, leva a que a capela-mor abra imediatamente para as naves, através de um arco triunfal gótico, coroado por um espelho que rompe a empena. A cabeceira, abobadada, compõe-se de capela-mor de dois tramos, sendo o derradeiro de sete faces, e é ladeada por dois absidíolos retangulares. A sacristia encontra-se adossada ao absidíolo do lado sul, sendo ladeada por um pequeno torreão quadrangular. Esta dependência, à qual se tem acesso através de uma porta renascença, tem uma cobertura quinhentista em abóbada de florões e é iluminada por uma janela manuelina de verga golpeada.
Do lado da epístola, abrem-se cinco capelas, com arcos de pedraria quinhentistas, de volta perfeita, sobre pilastras com capitéis jónicos. As capelas são intercomunicantes, sendo iluminadas por frestas e cobertas por abóbadas nervuradas, cujos fechos possuem ornatos diferenciados. Os altares, em alvenaria, são revestidos de azulejos policromos seiscentistas, com excepção do da terceira capela, que é em talha dourada. Nestas capelas, é possível admirar imagens de Santa Ana, escultura dos finais do século XVI, de Santa Maria Madalena e de São Brás.
A capela-mor, que apresenta uma cobertura em abóbada nervurada, possui dois altares, sendo o altar-mor de calcário e o outro de madeira. Nesta capela, admiram-se uma escultura de pedra quinhentista, exposta no altar-mor, representando Nossa Senhora do Leite, e a arqueta renascença do bispo D. Diogo Pinheiro, abrigada sob um arcossólio de volta perfeita, com intradorso em abóbada de caixotões e decoração com querubins na arquivolta. As capelas colaterais, que se acedem através de arcos de volta quebrada, são revestidas por azulejos do tipo padrão e apresentam altares em alvenaria, cujos frontais são revestidos com azulejos policromos. A capela do lado da epístola, conhecida como Capela de Simão Preto, tem uma cobertura em abóbada nervurada azulejada, apresentando uma imagem de Nossa Senhora da Conceição no altar. A capela do lado do evangelho é coberta por uma abóbada de berço quebrada e azulejada.
Algumas das lápides parietais, que se encontram espalhadas um pouco por toda a igreja, são dignas de registo, nomeadamente a de Gualdim Pais e a do Mestre Lourenço Martins, ambas embebidas no paramento da segunda capela do lado da epístola, e a do Mestre Gil Martins, na capela-mor, todas elas com inscrições em caracteres góticos.